# Tisiphone zelinde
Tisiphone zelinde är en fjärilsart som beskrevs av Jacob Hübner 1806-1816. Tisiphone zelinde ingår i släktet Tisiphone och familjen praktfjärilar. Inga underarter finns listade i Catalogue of Life.